# Powiat choszczeński

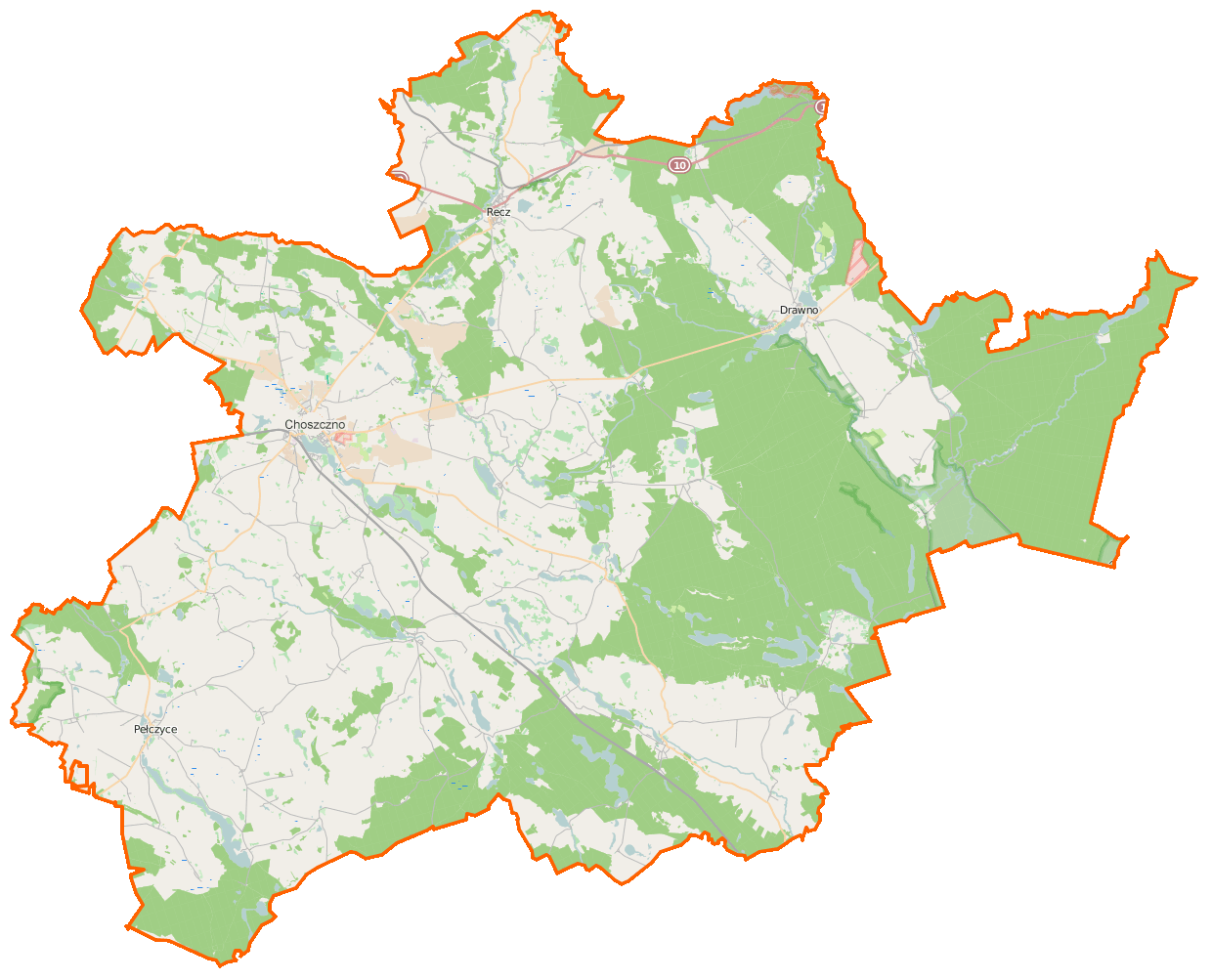
Mapa powiatu

Powiat choszczeński – powiat w północno-zachodniej Polsce, w woj. zachodniopomorskim, utworzony w 1999 roku w ramach reformy administracyjnej. Jego siedzibą jest miasto Choszczno.
W skład powiatu wchodzą:
- gminy miejsko-wiejskie: Choszczno, Drawno, Pełczyce, Recz
- gminy wiejskie: Bierzwnik, Krzęcin
- miasta: Choszczno, Drawno, Pełczyce, Recz

Według danych z 31 grudnia 2019 roku powiat zamieszkiwały 48 243 osoby. Natomiast według danych z 30 czerwca 2020 roku powiat zamieszkiwało 48 035 osób.

## Położenie
Według danych z 1 stycznia 2009 powierzchnia powiatu choszczeńskiego wynosi 1327,71 km². Położony jest w następujących regionach fizycznogeograficznych: Pojezierze Choszczeńskie, Pojezierze Myśliborskie i Pojezierze Ińskie oraz Równina Drawska.
Prawie 50% powierzchni zajmują użytki rolne, 39% lasy i grunty leśne, 4% tereny zabudowane, 4% nieużytki, a 3% wody. Połowa ludności zamieszkuje tereny wiejskie. Na terenie powiatu leżą liczne jeziora, przepływa przez niego także Drawa, mająca na niektórych odcinkach górski charakter. Zarówno Drawa jak i Korytnica są miejscem uprawiania spływów kajakowych. Ostatnie lata przyniosły rozwój gospodarstw agroturystycznych. W powiecie choszczeńskim leży Drawieński Park Narodowy.
Powiat choszczeński graniczy z sześcioma powiatami:
- drawskim
- myśliborskim
- stargardzkim
- strzelecko-drezdeneckim (województwo lubuskie)
- wałeckim

## Demografia
Według danych z 30 czerwca 2012 roku powiat choszczeński zamieszkiwało 50244 osób

Liczba ludności (dane z 30 czerwca 2012):
|        | Ogółem | Ogółem | Kobiety | Kobiety | Mężczyźni | Mężczyźni |
| osób   | %      | osób   | %       | osób    | %         |           |
| ------ | ------ | ------ | ------- | ------- | --------- | --------- |
| Ogółem | 50 244 | 100    | 25 182  | 50,12   | 25 062    | 49,88     |
| Miasto | 23 845 | 47,46  | 12 174  | 24,23   | 11 671    | 23,23     |
| Wieś   | 26 399 | 52,54  | 13 008  | 25,89   | 13 391    | 26,65     |

▶Wieś vs ▶miasto
Ogółem (▶k, ▶m)
Miasto (▶k, ▶m)
Wieś (▶k, ▶m)
Liczba ludności:
| Rodzaj gminy    | Nazwa gminy | Ludność | % powiatu | Pow. (km²) | % powiatu | Liczba sołectw | Gęstość zaludnienia |
| --------------- | ----------- | ------- | --------- | ---------- | --------- | -------------- | ------------------- |
| miejsko-wiejska | Choszczno   | 22.257  | 44,7      | 246,28     | 18,6      | 18             | 90                  |
| miejsko-wiejska | Drawno      | 5.325   | 10,7      | 320,87     | 24,2      | 12             | 17                  |
| miejsko-wiejska | Pełczyce    | 8.016   | 16,1      | 200,71     | 15,1      | 19             | 40                  |
| miejsko-wiejska | Recz        | 5.721   | 11,4      | 180,34     | 13,6      | 15             | 32                  |
| wiejska         | Bierzwnik   | 4.710   | 9,5       | 239,05     | 18,0      | 15             | 20                  |
| wiejska         | Krzęcin     | 3.766   | 7,6       | 140,27     | 10,5      | 11             | 27                  |

Miejsce w województwie (na 18 powiatów ziemskich) pod względem:

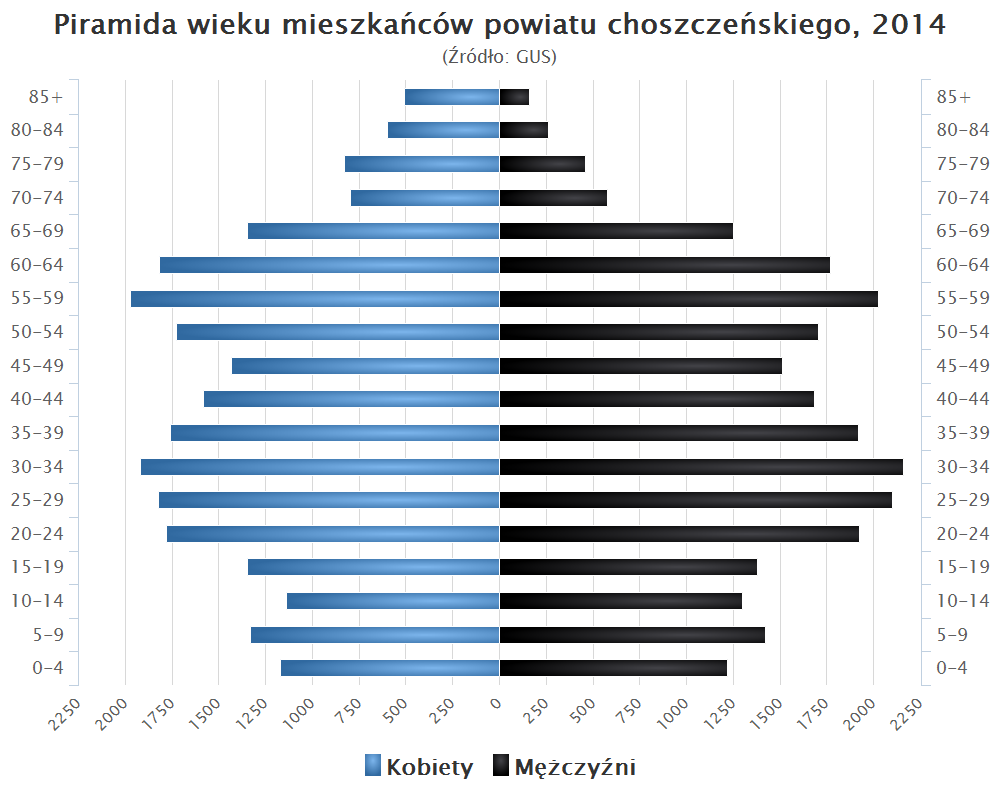
Piramida wieku mieszkańców powiatu choszczeńskiego w 2014 roku

- ludności: 13.
- powierzchni: 8.
- gęstości zaludnienia: 16.
- urbanizacji: 14.

## Gospodarka
W końcu kwietnia 2012 liczba zarejestrowanych bezrobotnych w powiecie choszczeńskim obejmowała ok. 4,1 tys. mieszkańców, co stanowi stopę bezrobocia na poziomie 26,6% do aktywnych zawodowo.
We wrześniu 2019 ta liczba zdecydowanie spadła do 2 000 osób, a stopa bezrobocia 14,7%
Przeciętne wynagrodzenie pracownicze w październiku 2008 r. wynosiło 2517,30 zł, przy liczbie zatrudnionych pracowników w powiecie choszczeńskim – 5473 osoby. Przeciętne wynagrodzenie w sektorze publicznym wynosiło 3076,29 zł, a w sektorze prywatnym 2223,16 zł.
W 2013 r. wydatki budżetu samorządu powiatu choszczeńskiego wynosiły 50,3 mln zł, a dochody budżetu 53,9 mln zł. Zadłużenie (dług publiczny) samorządu według danych na IV kwartał 2013 r. wynosiło 10,3 mln zł, co stanowiło 19,1% dochodów.

## Zarys dziejów

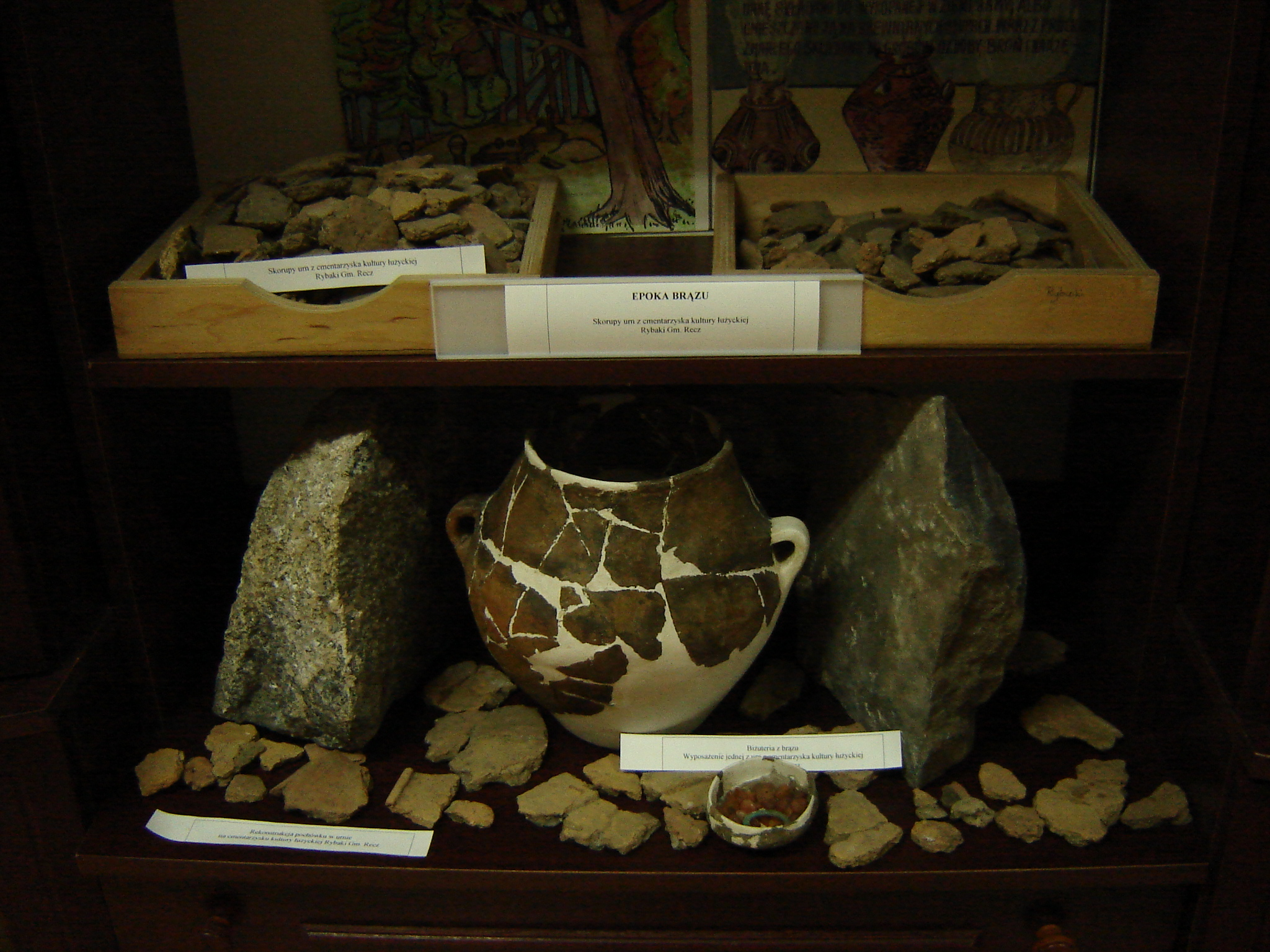
Eksponaty z Muzeum ziemi choszczeńskiej z epoki brązu

Najstarsze ślady osadnictwa na terenie dzisiejszego powiatu choszczeńskiego, pochodzą z V tys. p.n.ne. (epoka kamienia gładzonego). Ówczesnymi mieszkańcami tego obszaru była ludność zajmująca się rolnictwem i hodowlą.
- W I tys. n.e. tereny te zasiedliły ludy germańskie. Ludność słowiańska zasiedliła się tu nie później niż w VII w.
- W latach 963–967 Mieszko I przyłączył ziemię choszczeńską do Polski.
- W pierwszej połowie XI w. związek z Polską ulega rozluźnieniu.
- Około 1122 r. Bolesław Krzywousty ponownie wcielił te tereny do Polski.
- Od 1138 r. ziemia choszczeńska wchodziła w skład Księstwa Wielkopolskiego.
- W XIII w. ziemia choszczeńska stała się strefą ścierania i oddziaływań różnych ośrodków politycznych.
- W 1289 r. termin ziemia choszczeńska (łac. Terra Arnswaldesis) zaistniał w dokumentach historycznych.Polska w latach 1201–1241

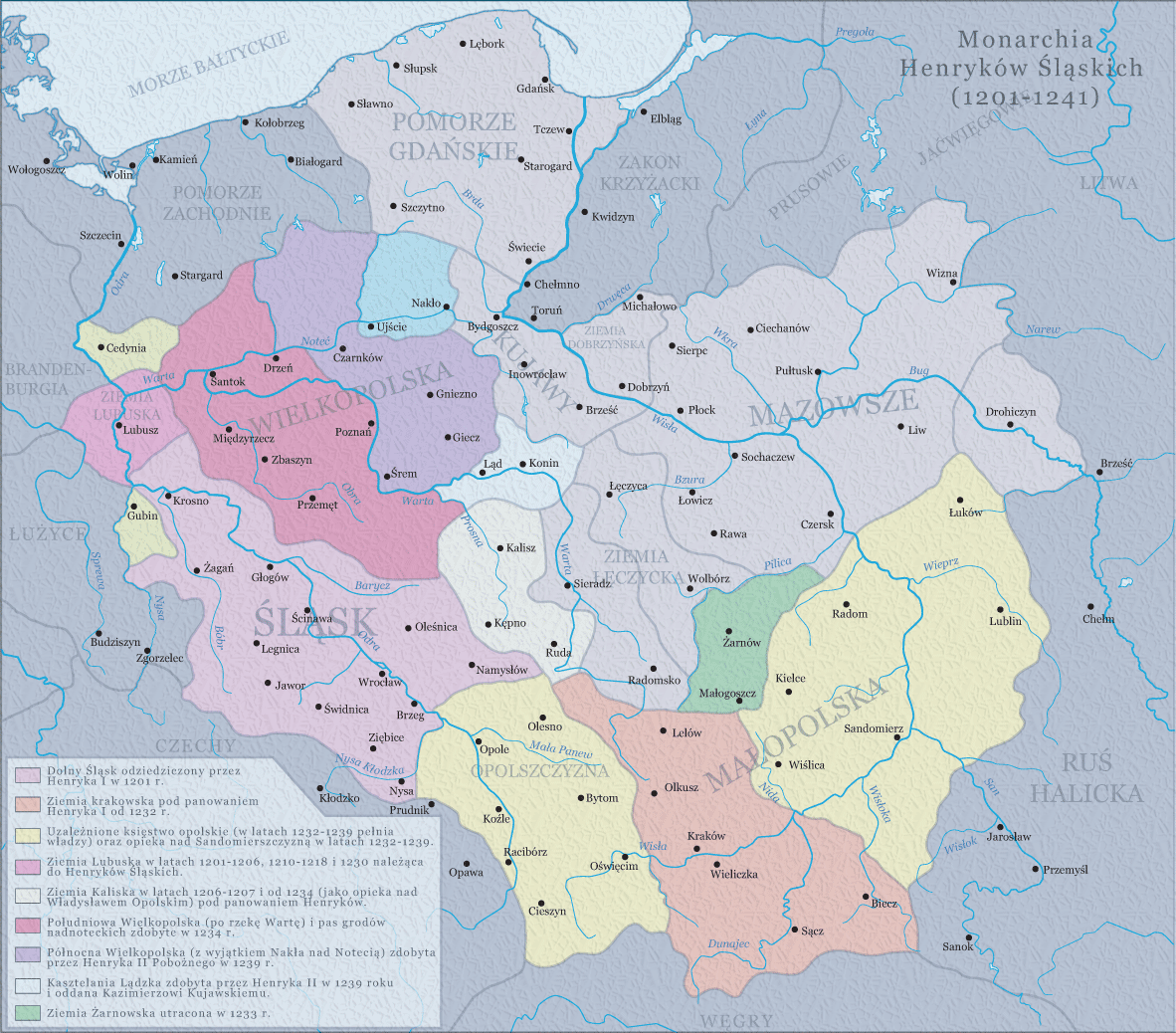
Polska w latach 1201–1241

- W XIV i XV w. Polska podejmowała próby odzyskania Ziemi Choszczeńskiej.
- W XV w. ziemia choszczeńska kilkakrotnie przechodziła z rąk do rąk:
  - w latach 1402–1454 przejął ją w swoje posiadanie Zakon Krzyżacki;
  - 1454 r. – najazd wojsk husycko-polskich doprowadził na krótko do podporządkowania Polsce, ziemi choszczeńskiej;
  - w marcu 1437 r. teren ten wrócił do państwa zakonnego na mocy pokoju polsko-krzyżackiego;
  - w 1454 r. ziemia choszczeńska trafiła pod panowanie Hohenzollernów.
- W latach 1618–1648 przemarsz wojsk protestanckich i cesarskich grabiących i pustoszących wszystko na swojej drodze, spowodował ogromne zniszczenia;
- W 1632 r. doszczętnie zniszczono Barnim, Krzęcin, Grobowiec i Sulibórz;
- W 1636 r. armia szwedzka spaliła Stradzewo i Raduń; - w 1637 r. wojska cesarskie zmieniły Choszczno i Recz w pogorzeliska.
- W 1657 r. hetman Stefan Czarniecki w pogoni za Szwedami wdarł się na teren Brandenburgii zdobywając Recz, Pomień, Stradzewo i Raduń oraz podchodząc pod Choszczno.
- W XVII w. Powiat Choszczno (niem. Kreis Arnswalde) zajmował rozległe terytorium. Obejmował swoim zasięgiem 5 miast: Choszczno, Recz, Drawno, Pełczyce i Ińsko oraz 3 domeny państwowe utworzone z posiadłości zakonnych: Bierzwnik, Recz, Pełczyce.
- Od XVIII w. odnotowujemy znaczny rozwój gospodarczy.
- W XVIII i XIX w. Nowa Marchia znalazła się w obrębie Królestwa Pruskiego. Przed wybuchem II wojny światowej w skład powiatu wchodziło 66 gmin wiejskich i 3 miejskie: Choszczno, Recz, Drawno.Pomnik Oflagu IIB Arnswalde, Choszczno

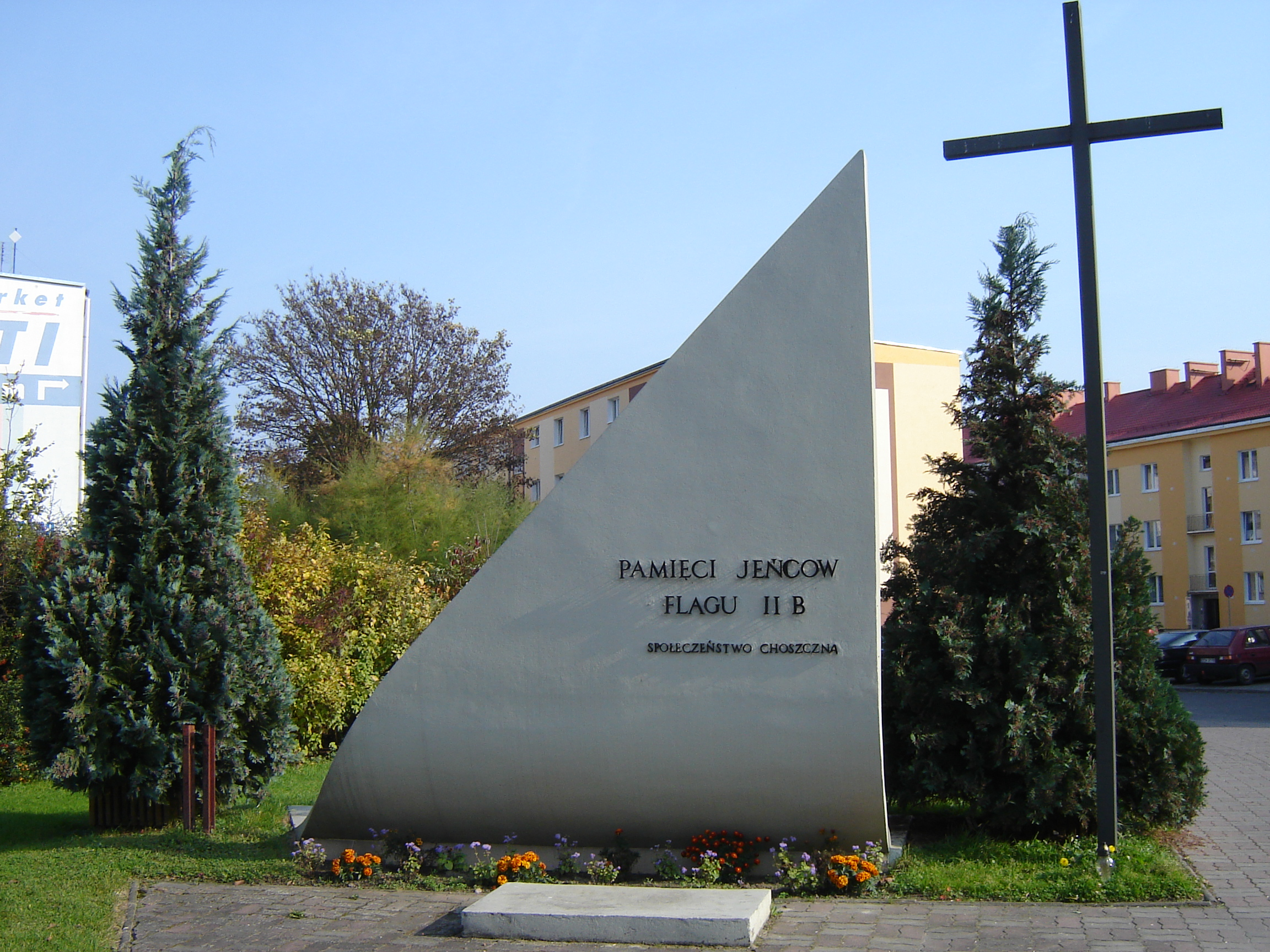
Pomnik Oflagu IIB Arnswalde, Choszczno

- W 1937 r. w mieście działały zakłady takie jak: mleczarnia, fabryka cukierków, fabryka traktorów, zakłady produkujące beton. W czasie II wojny światowej na terenie Choszczna działał obóz jeniecki Oflag IIB.
- W 1945 r. ziemia choszczeńska powtórnie znalazła się w granicach państwa polskiego. Po zakończeniu wojny utworzono na tym obszarze Starostwo Powiatowe Choszczeńskie.
- Od 1975 r. po zniesieniu powiatów, obszar ten podzielono na sześć gmin: Choszczno, Recz, Drawno, Krzęcin, Bierzwnik i Dobiegnie. Należały one wówczas do województwa gorzowskiego.
- Od 1999 r. Choszczno po raz kolejny stało się miastem powiatowym i weszło w skład województwa zachodniopomorskiego. Obecnie w skład powiatu choszczeńskiego wchodzi 6 gmin: Choszczno, Recz, Drawno, Krzęcin, Bierzwnik i Pełczyce.

## Środowisko geograficzne
Największe rzeki powiatu:
- Drawa
- Ina
- Płonia

Na terenie powiatu znajduje się 111 jezior o powierzchni lustra wody powyżej 1 ha. Są to jeziora pochodzenia polodowcowego (rynnowe, morenowe oraz sandrowe) wchodzące w skład Pojezierza Choszczeńskiego, do którego przynależą jeziora Pojezierza Myśliborskiego i częściowo Pojezierza Drawskiego.

## Zabytki

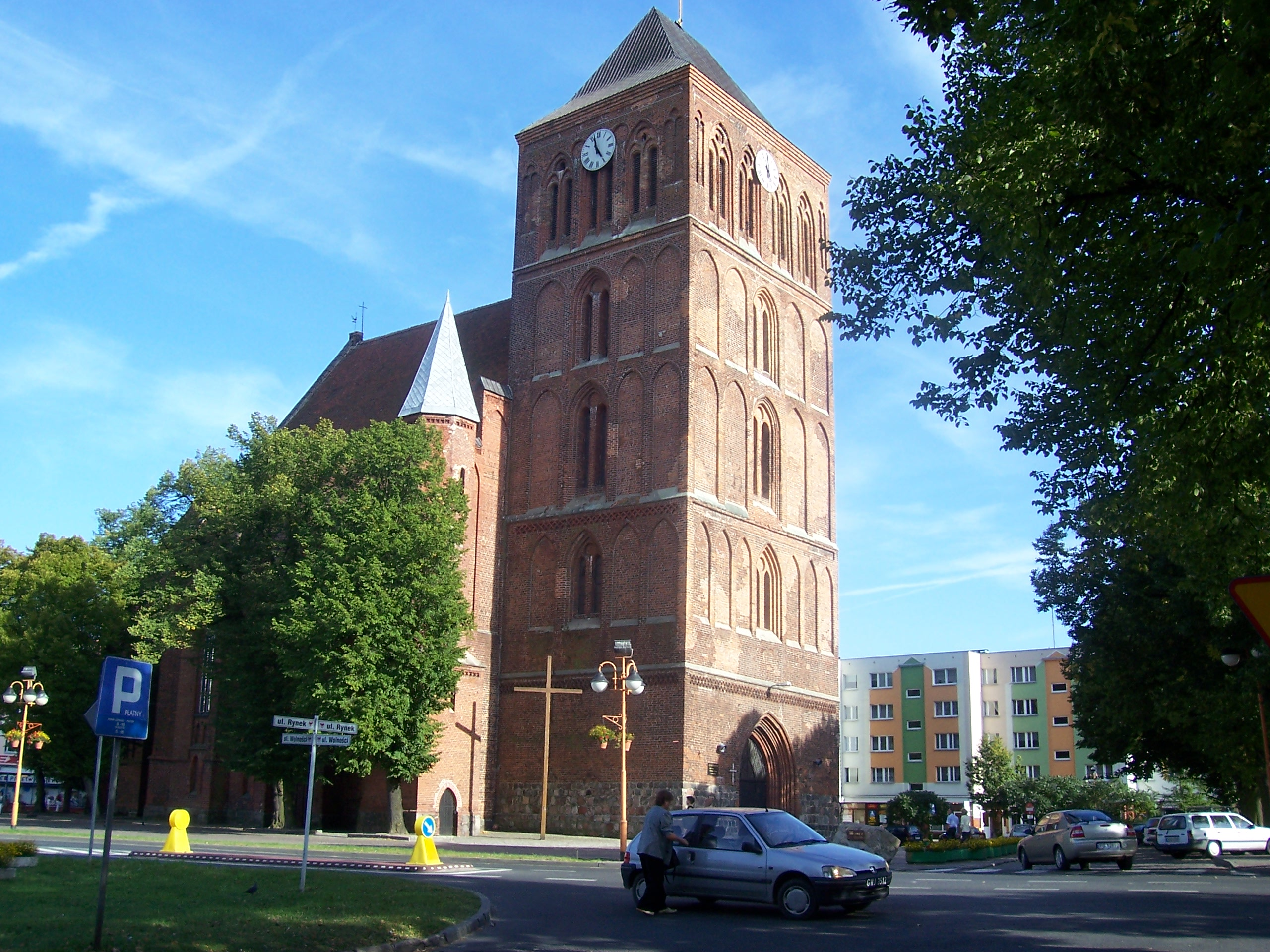
Kościół gotycki NMP w Choszcznie

- klasztor cysterski, kościół i gotycki spichlerz w Bierzwniku,
- kościół gotycki NMP z drzewem Jessego oraz rondel przedbramia i fragmenty murów obronnych w Choszcznie,
- kościół gotycki i ruiny zamku w Drawnie,
- barokowy kościół Chłopowie,
- XVII-wieczny kościół Krzęcinie,
- XIII-wieczny kościół i klasztor cysterski w Pełczycach,
- bramy i baszty oraz gotycki kościół w Reczu.Była klasztor cysterki, obecnie kościół w Bierzwniku

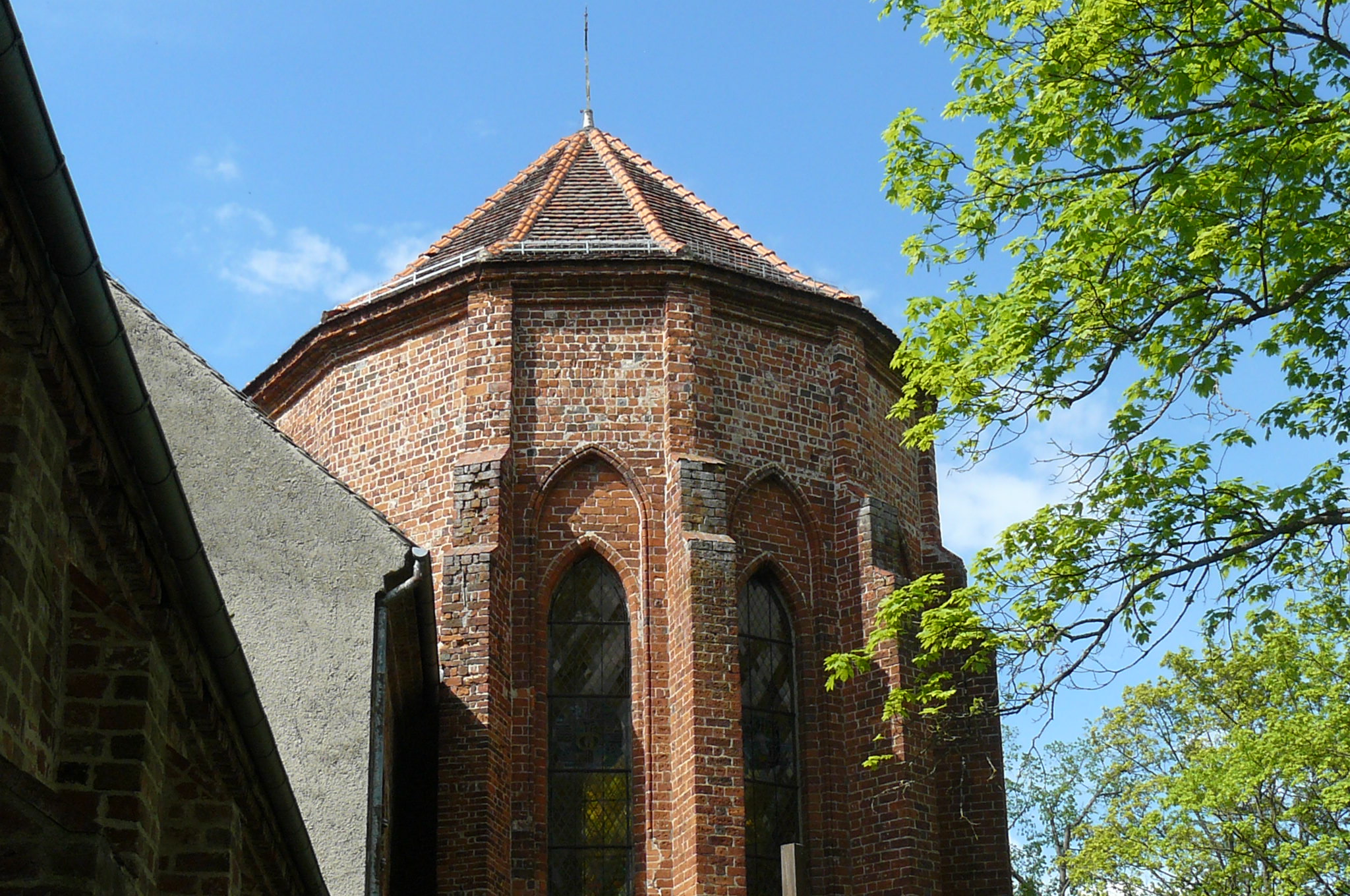
Była klasztor cysterki, obecnie kościół w Bierzwniku

## Kultura i rozrywka
- Festiwal Twórczości Dziecięcej Pomorskiego Okręgu Wojskowego,
- Przegląd form estradowych teatralnych dla osób niepełnosprawnych „Scena bez barier”
- Międzynarodowy Festiwal Fortepianowy „Gramy na 4 ręce”

Latem cyklicznie odbywają się „Dni Choszczna” oraz „Piknik nad Drawą” w ramach którego tradycyjnie już organizowana jest Noc Hip-Hopowa. Lipiec jest w powiecie miesiącem hołdującym historii. Gmina Bierzwnik organizuje festyn historyczny oraz warsztaty archeologiczne „Dni na cysterskim szlaku”, a w Reczu można obejrzeć doskonale przygotowane przez mieszkańców widowisko historyczne „Na kupieckim szlaku”.

## Sport i rekreacja
W okresie letnim odbywa się ogólnopolski turniej koszykówki ulicznej i towarzyszące mu liczne konkursy. W Pełczycach i Choszcznie odbywają się coroczne maratony pływackie. Cykliczną imprezą są również powiatowe zawody w strzelaniu myśliwskim śrutowym oraz powiatowe mistrzostwa drwali w Kruczaju. Na terenie powiatu choszczeńskiego znajdują się szlaki turystyczne umożliwiające uprawianie turystyki rowerowej m.in.: Choszczeński Szosowy Maraton Kolarski "Pętla Drawska". Odbywa się też wojewódzki turystyczny rajd po Ziemi Drawieńskiej, odbywający się w trzech kategoriach: pieszej, rowerowej i samochodowej. Organizowany jest spływ kajakowy Drawą, a w Choszcznie organizowany jest Ogólnopolskie Kryterium Kolarskie o memoriał red. Z.Weissa. W Choszcznie rozgrywane są turnieje kajak polo, a choszczeńscy kajak-poliści zdobywają tytuły mistrza Polski i są członkami kadry narodowej w tej dyscyplinie. We wrześniu odbywają się: Ogólnopolski Bieg Uliczny "Choszczeńska 10" w Choszcznie oraz "Bieg Bursztynowy" w Pełczycach.

### Szlaki turystyczne
- Recz
  -  Szlak im. hetmana Stefana Czarneckiego: Stargard - Recz; długość:62 km.
  - Szlak zielony: Recz - Pomień - Choszczno; długość:16,7 km.
- Drawno
  -  Szlak im. Stefana Czarneckiego): Zatom - Barnimie - Drawno; długość:14,3 km.
  -  Szlak czerwony: Głusko - Moczele - Zatom; długość:16,1 km.
  -  Szlak czerwony: Głusko - Podszkle - Stare Osieczno; długość:6,3 km.
  -  Szlak niebieski: Nowa Korytnica - Dominikowo - Drawno; długość:18,8 km.
  -  Szlak niebieski: Drawno - Rościn - Prostynia; długość: 14,4 km
  -  Szlak żółty (dookoła jezior drawieńskich); długość:13,8 km.
  - Kajakowy szlak im. Jana Pawła II ("Śladami Papieża")
- Bierzwnik
  -  Szlak niebieski: Rębusz - Osiek; długość: 15 km.

## Komunikacja
- Drogi:
  - krajowa
    - droga krajowa nr 10 --  granica państwa (Lubieszyn) «» Szczecin «» Stargard «» Wałcz «» Piła «» Bydgoszcz «» Toruń «» Sierpc «» Płońsk

  - wojewódzkie
    - droga wojewódzka nr 122 -- Krajnik Dolny «» Krzywin «» Banie «» Pyrzyce «» Piasecznik
    - droga wojewódzka nr 151 -- Świdwin «» Łobez «» Węgorzyno «» Recz «» Barlinek «» Gorzów Wielkopolski
    - droga wojewódzka nr 160 -- Suchań «» Piasecznik «» Choszczno «» Drezdenko
    - droga wojewódzka nr 175 -- Drawsko Pomorskie «» Kalisz Pomorski «» Choszczno
- Linie kolejowe:
  - czynne: Szczecin Gł. – Poznań Gł. (przez Choszczno i Bierzwnik). Szczecin Dąbie.-Bydgoszcz Gł. (przez Stargard, Choszczno,Wałcz i Piłę)
  - nieczynne, istniejące: Stargard – Piła Główna (przez Recz Pomorski) oraz Barlinek – Kalisz Pomorski (przez Pełczyce, Lubianę Pyrzycką, Choszczno i Drawno).
  - nieczynne, nieistniejące: Lubiana Pyrzycka – Strzelce Krajeńskie.

## Bezpieczeństwo
W 2009 r. wskaźnik wykrywalności sprawców przestępstw stwierdzonych w powiecie choszczeńskim wynosił 86,2%. W 2009 r. stwierdzono w powiecie m.in. 148 kradzieży z włamaniem, 6 kradzieży samochodów, 159 przestępstw narkotykowych.
Powiat choszczeński jest obszarem właściwości Prokuratury Rejonowej w Choszczno i Prokuratury Okręgowej w Szczecinie.
Na terenie powiatu działa 8 jednostek Ochotniczej Straży Pożarnej włączonych do krajowego systemu ratowniczo-gaśniczego. Ponadto istnieje jednostka ratowniczo-gaśnicza przy Komendzie Powiatowej Państwowej Straży Pożarnej w Choszcznie.

## Administracja
| Gminy                          | Liczba radnych | Liczba wyborców w 2010 |
| ------------------------------ | -------------- | ---------------------- |
| gmina Bierzwnik, gmina Krzęcin | 3              | 7 153                  |
| gmina Choszczno                | 7              | 17 965                 |
| gmina Drawno, gmina Recz       | 4              | 8 963                  |
| gmina Pełczyce                 | 3              | 6 418                  |
| Razem (Σ)                      | 17             | 40 499                 |

Siedzibą władz powiatu jest miasto Choszczno. Organem uchwałodawczym jest Rada Powiatu w Choszcznie, w której skład wchodzi 17 radnych.
Rada Powiatu
| Ugrupowanie                                             | 2002-2006  | 2006-2010 | 2010-2014 | 2014-2018 2018-2023 |                          |
| ------------------------------------------------------- | ---------- | --------- | --------- | ------------------- | ------------------------ |
| Sojusz Lewicy Demokratycznej                            | 7 (SLD-UP) | 2 (LiD)   | -         | 2 (SLD LR)          | 2 (SLD LR)               |
| Polskie Stronnictwo Ludowe                              | 7          | 8         | 6         | 8                   | 3                        |
| Porozumienie Samorządowe                                | 3          | -         | -         | -                   | -                        |
| Prawo i Sprawiedliwość                                  | -          | 3         | -         | 2                   | 4                        |
| Platforma Obywatelska                                   | -          | 2         | 7         | 4                   | 4 (Koalicja Obywatelska) |
| Stowarzyszenia Aktywni                                  | -          | 2         | -         | -                   | -                        |
| Porozumienie Społeczne i Lewica Powiatu Choszczeńskiego | -          | -         | 4         | -                   | -                        |
| BIO                                                     | -          | -         | -         | 1                   | -                        |
| Centrum Samorządowe - Odrodzenie                        | -          | -         | -         | -                   | 2                        |

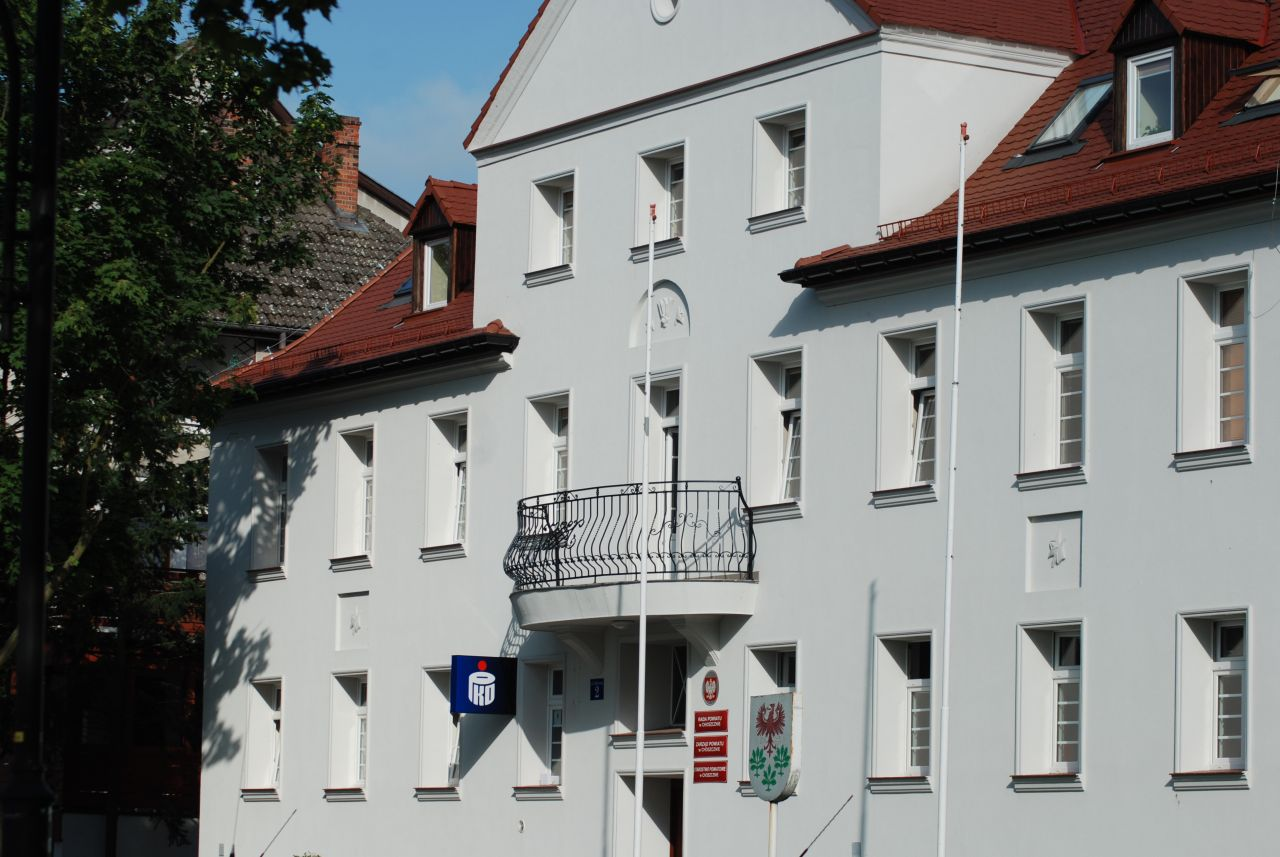
Budynek Starostwa Powiatowego w Choszcznie

Gminy powiatu choszczeńskiego są obszarem właściwości Sądu Rejonowego w Choszcznie. Gminy powiatu są obszarem właściwości Sądu Okręgowego w Szczecinie. Powiat choszczeński jest obszarem właściwości miejscowej Samorządowego Kolegium Odwoławczego w Szczecinie.
Mieszkańcy powiatu choszczeńskiego wybierają radnych do Sejmiku Województwa Zachodniopomorskiego w okręgu nr 3. Posłów na Sejm wybierają z okręgu wyborczego nr 40, senatora z okręgu nr 99, a posłów do Parlamentu Europejskiego z okręgu nr 13.